# Natação no Campeonato Mundial de Esportes Aquáticos de 2017
Os eventos da natação no Campeonato Mundial de Esportes Aquáticos de 2017 ocorreram entre 23 e 30 de julho de 2017 em Budapeste, Hungria. 

## Eventos
42 eventos foram disputados
Horário local (UTC+3).
| H | Eliminatórias | ½ | Semifinal | F | Final |

| Data →               | Dom 23 | Dom 23 | Seg 24 | Seg 24 | Ter 25 | Ter 25 | Qua 26 | Qua 26 | Qui 27 | Qui 27 | Sex 28 | Sex 28 | Sáb 29 | Sáb 29 | Dom 30 | Dom 30 |
| Evento ↓             | M      | N      | M      | N      | M      | N      | M      | N      | M      | N      | M      | N      | M      | N      | M      | N      |
| -------------------- | ------ | ------ | ------ | ------ | ------ | ------ | ------ | ------ | ------ | ------ | ------ | ------ | ------ | ------ | ------ | ------ |
| 50 m nado livre      |        |        |        |        |        |        |        |        |        |        | H      | ½      |        | F      |        |        |
| 100 m nado livre     |        |        |        |        |        |        | H      | ½      |        | F      |        |        |        |        |        |        |
| 200 m nado livre     |        |        | H      | ½      |        | F      |        |        |        |        |        |        |        |        |        |        |
| 400 m nado livre     | H      | F      |        |        |        |        |        |        |        |        |        |        |        |        |        |        |
| 800 m nado livre     |        |        |        |        | H      |        |        | F      |        |        |        |        |        |        |        |        |
| 1500 m nado livre    |        |        |        |        |        |        |        |        |        |        |        |        | H      |        |        | F      |
| 50 m nado costas     |        |        |        |        |        |        |        |        |        |        |        |        | H      | ½      |        | F      |
| 100 m nado costas    |        |        | H      | ½      |        | F      |        |        |        |        |        |        |        |        |        |        |
| 200 m nado costas    |        |        |        |        |        |        |        |        | H      | ½      |        | F      |        |        |        |        |
| 50 m nado peito      |        |        |        |        | H      | ½      |        | F      |        |        |        |        |        |        |        |        |
| 100 m nado peito     | H      | ½      |        | F      |        |        |        |        |        |        |        |        |        |        |        |        |
| 200 m nado peito     |        |        |        |        |        |        |        |        | H      | ½      |        | F      |        |        |        |        |
| 50 m nado borboleta  | H      | ½      |        | F      |        |        |        |        |        |        |        |        |        |        |        |        |
| 100 m nado borboleta |        |        |        |        |        |        |        |        |        |        | H      | ½      |        | F      |        |        |
| 200 m nado borboleta |        |        |        |        | H      | ½      |        | F      |        |        |        |        |        |        |        |        |
| 200 m nado medeley   |        |        |        |        |        |        | H      | ½      |        | F      |        |        |        |        |        |        |
| 400 m nado medley    |        |        |        |        |        |        |        |        |        |        |        |        |        |        | H      | F      |
| 4×100 m nado livre   | H      | F      |        |        |        |        |        |        |        |        |        |        |        |        |        |        |
| 4×200 m nado livre   |        |        |        |        |        |        |        |        |        |        | H      | F      |        |        |        |        |
| 4×100 m nado medley  |        |        |        |        |        |        |        |        |        |        |        |        |        |        | H      | F      |

| Data →               | Dom 23 | Dom 23 | Seg 24 | Seg 24 | Ter 25 | Ter 25 | Qua 26 | Qua 26 | Qui 27 | Qui 27 | Sex 28 | Sex 28 | Sáb 29 | Sáb 29 | Dom 30 | Dom 30 |
| Evento ↓             | M      | N      | M      | N      | M      | N      | M      | N      | M      | N      | M      | N      | M      | N      | M      | N      |
| -------------------- | ------ | ------ | ------ | ------ | ------ | ------ | ------ | ------ | ------ | ------ | ------ | ------ | ------ | ------ | ------ | ------ |
| 50 m nado livre      |        |        |        |        |        |        |        |        |        |        |        |        | H      | ½      |        | F      |
| 100 m nado livre     |        |        |        |        |        |        |        |        | H      | ½      |        | F      |        |        |        |        |
| 200 m nado livre     |        |        |        |        | H      | ½      |        | F      |        |        |        |        |        |        |        |        |
| 400 m nado livre     | H      | F      |        |        |        |        |        |        |        |        |        |        |        |        |        |        |
| 800 m nado livre     |        |        |        |        |        |        |        |        |        |        | H      |        |        | F      |        |        |
| 1500 m nado livre    |        |        | H      |        |        | F      |        |        |        |        |        |        |        |        |        |        |
| 50 m nado costas     |        |        |        |        |        |        | H      | ½      |        | F      |        |        |        |        |        |        |
| 100 m nado costas    |        |        | H      | ½      |        | F      |        |        |        |        |        |        |        |        |        |        |
| 200 m nado costas    |        |        |        |        |        |        |        |        |        |        | H      | ½      |        | F      |        |        |
| 50 m nado peito      |        |        |        |        |        |        |        |        |        |        |        |        | H      | ½      |        | F      |
| 100 m nado peito     |        |        | H      | ½      |        | F      |        |        |        |        |        |        |        |        |        |        |
| 200 m nado peito     |        |        |        |        |        |        |        |        | H      | ½      |        | F      |        |        |        |        |
| 50 m nado borboleta  |        |        |        |        |        |        |        |        |        |        | H      | ½      |        | F      |        |        |
| 100 m nado borboleta | H      | ½      |        | F      |        |        |        |        |        |        |        |        |        |        |        |        |
| 200 m nado borboleta |        |        |        |        |        |        | H      | ½      |        | F      |        |        |        |        |        |        |
| 200 m nado medley    | H      | ½      |        | F      |        |        |        |        |        |        |        |        |        |        |        |        |
| 400 m nado medley    |        |        |        |        |        |        |        |        |        |        |        |        |        |        | H      | F      |
| 4×100 m nado livre   | H      | F      |        |        |        |        |        |        |        |        |        |        |        |        |        |        |
| 4×200 m nado livre   |        |        |        |        |        |        |        |        | H      | F      |        |        |        |        |        |        |
| 4×100 m nado medley  |        |        |        |        |        |        |        |        |        |        |        |        |        |        | H      | F      |

| Data →              | Dom 23 | Dom 23 | Seg 24 | Seg 24 | Ter 25 | Ter 25 | Qua 26 | Qua 26 | Qui 27 | Qui 27 | Sex 28 | Sex 28 | Sáb 29 | Sáb 29 | Dom 30 | Dom 30 |
| Evento ↓            | M      | N      | M      | N      | M      | N      | M      | N      | M      | N      | M      | N      | M      | N      | M      | N      |
| ------------------- | ------ | ------ | ------ | ------ | ------ | ------ | ------ | ------ | ------ | ------ | ------ | ------ | ------ | ------ | ------ | ------ |
| 4×100 m nado livre  |        |        |        |        |        |        |        |        |        |        |        |        | H      | F      |        |        |
| 4×100 m nado medley |        |        |        |        |        |        | H      | F      |        |        |        |        |        |        |        |        |

## Medalhistas
Masculino
| Evento                   | Ouro | Ouro     | Prata | Prata    | Bronze | Bronze   |
| 50 m livre detalhes      | USA Caeleb Dressel                                                                                              | 21.15    | BRA Bruno Fratus | 21.27    | GBR Ben Proud                                                                                                 | 21.43    |
| 100 m livre detalhes     | USA Caeleb Dressel                                                                                              | 47.17    | USA Nathan Adrian | 47.87    | FRA Mehdy Metella                                                                                             | 47.89    |
| 200 m livre detalhes     | CHN Sun Yang | 1:44.39  | USA Townley Haas | 1:45.04  | RUS Aleksandr Krasnykh                                                                                        | 1:45.23  |
| 400 m livre detalhes     | CHN Sun Yang | 3:41.38  | AUS Mack Horton | 3:43.85  | ITA Gabriele Detti                                                                                            | 3:43.93  |
| 800 m livre detalhes     | ITA Gabriele Detti                                                                                              | 7:40.77  | POL Wojciech Wojdak | 7:41.73  | ITA Gregorio Paltrinieri                                                                                      | 7:42.44  |
| 1500 m livre detalhes    | ITA Gregorio Paltrinieri                                                                                        | 14:35.85 | UKR Mykhailo Romanchuk | 14:37.14 | AUS Mack Horton                                                                                               | 14:47.70 |
| 50 m costas detalhes     | FRA Camille Lacourt                                                                                             | 24.35    | JPN Junya Koga | 24.51    | USA Matt Grevers                                                                                              | 24.56    |
| 100 m costas detalhes    | CHN Xu Jiayu | 52.44    | USA Matt Grevers | 52.48    | USA Ryan Murphy                                                                                               | 52.59    |
| 200 m costas detalhes    | RUS Evgeny Rylov                                                                                                | 1:53.61  | USA Ryan Murphy | 1:54.21  | USA Jacob Pebley                                                                                              | 1:55.06  |
| 50 m peito detalhes      | GBR Adam Peaty                                                                                                  | 25.99    | BRA João Luiz Gomes Júnior                                                                                                 | 26.52    | RSA Cameron van der Burgh                                                                                     | 26.60    |
| 100 m peito detalhes     | GBR Adam Peaty                                                                                                  | 57.47    | USA Kevin Cordes | 58.79    | RUS Kirill Prigoda                                                                                            | 59.05    |
| 200 m peito detalhes     | RUS Anton Chupkov                                                                                               | 2:06.96  | JPN Yasuhiro Koseki | 2:07.29  | JPN Ippei Watanabe                                                                                            | 2:07.47  |
| 50 m borboleta detalhes  | GBR Ben Proud                                                                                                   | 22.75    | BRA Nicholas Santos | 22.79    | UKR Andriy Hovorov                                                                                            | 23.15    |
| 100 m borboleta detalhes | USA Caeleb Dressel                                                                                              | 49.86    | HUN Kristof Milak | 50.62    | SIN Joseph Schooling GBR James Guy                                                                            | 50.83    |
| 200 m borboleta detalhes | RSA Chad le Clos                                                                                                | 1:53.33  | HUN László Cseh | 1:53.72  | JPN Daiya Seto                                                                                                | 1:54.21  |
| 200 m medley detalhes    | USA Chase Kalisz                                                                                                | 1:55.56  | JPN Kosuke Hagino | 1:56.01  | CHN Wang Shun                                                                                                 | 1:56.28  |
| 400 m medley detalhes    | USA Chase Kalisz                                                                                                | 4:05.90  | HUN Dávid Verrasztó | 4:08.38  | JPN Daiya Seto                                                                                                | 1:56.28  |
| 4x100 m livre detalhes   | USA Estados Unidos Caeleb Dressel(47.26) Townley Haas (47.46) Blake Pieroni (48.09) Nathan Adrian (47.25)       | 3:10.06  | BRA Brasil Gabriel Santos (48.30) Marcelo Chierighini (46.85) César Cielo (48.01) Bruno Fratus (47.18)                     | 3:10.34  | HUN Hungria Dominik Kozma (48.26) Nándor Németh (48.04) Péter Holoda (48.48) Richárd Bohus (47.21)            | 3:11.99  |
| 4x200 m livre detalhes   | GBR Grã-Bretanha Stephen Milne (1:47.25) Nicholas Grainger (1:46.05) Duncan Scott (1:44.60) James Guy (1:43.80) | 7:01.70  | RUS Rússia Mikhail Dovgalyuk (1:46.00) Mikhail Vekovishchev (1:45.91) Danila Izotov (1:45.97) Aleksandr Krasnykh (1:44.80) | 7:02.68  | USA Estados Unidos Blake Pieroni (1:46.33) Townley Haas (1:44.58) Jack Conger (1:45.37) Zane Grothe (1:46.90) | 7:03.18  |
| 4x100 m medley detalhes  | USA Estados Unidos Matt Grevers (52.26) Kevin Cordes (58.89) Caeleb Dressel (49.76) Nathan Adrian (47.00)       | 3:27.91  | GBR Grã-Bretanha Chris Walker-Hebborn (54.20) Adam Peaty (56.91) James Guy (50.80) Duncan Scott (47.04)                    | 3:28.95  | RUS Rússia Evgeny Rylov (52.89) Kirill Prigoda (59.02) Aleksandr Popkov (51.16) Vladimir Morozov (46.69)      | 3:29.76  |

Feminino
| Evento                   | Ouro | Ouro     | Prata | Prata    | Bronze | Bronze   |
| 50 m livre detalhes      | SWE Sarah Sjöström                                                                                                  | 23.69    | NED Ranomi Kromowidjojo                                                                                           | 23.85    | USA Simone Manuel | 23.97    |
| 100 m livre detalhes     | USA Simone Manuel                                                                                                   | 52.27    | SWE Sarah Sjöström                                                                                                | 52.31    | DEN Pernille Blumeöm | 52.69    |
| 200 m livre detalhes     | [[Ficheiro:Predefinição:Country flag IOC alias\|22x20px\|border\|none]] ITA Federica Pellegrini                     | 1:54.73  | USA Katie Ledecky AUS Emma McKeon                                                                                 | 1:55.18  | Não houve |          |
| 400 m livre detalhes     | USA Katie Ledecky                                                                                                   | 3:58.34  | CHN Li Bingjie | 8:15.46  | USA Leah Smith | 8:17.22  |
| 800 m livre detalhes     | USA Katie Ledecky                                                                                                   | 8:12.68  | USA Leah Smith | 4:03.02  | CHN Li Bingjie | 4:03.34  |
| 1500 m livre detalhes    | USA Katie Ledecky                                                                                                   | 15:31.82 | ESP Mireia Belmonte                                                                                               | 15:50.89 | ITA Simona Quadarella | 15:53.86 |
| 50 m costas detalhes     | BRA Etiene Medeiros                                                                                                 | 27.14    | CHN Fu Yuanhui | 27.15    | BLR Aliaksandra Herasimenia                                                                                                | 27.23    |
| 100 m costas detalhes    | CAN Kylie Masse | 58.10    | USA Kathleen Baker                                                                                                | 58.58    | AUS Emily Seebohm | 58.59    |
| 200 m costas detalhes    | AUS Emily Seebohm                                                                                                   | 02.05.68 | HUN Katinka Hosszu                                                                                                | 02.05.85 | USA Kathleen Baker | 02.06.48 |
| 50 m peito detalhes      | USA Lilly King | 29.40    | RUS Yuliya Yefimova                                                                                               | 29.57    | USA Katie Meili | 29.99    |
| 100 m peito detalhes     | USA Lilly King | 1:04.13  | USA Katie Meili                                                                                                   | 1:05.03  | RUS Yuliya Yefimova | 1:05.05  |
| 200 m peito detalhes     | RUS Yuliya Yefimova                                                                                                 | 2:19.64  | USA Bethany Galat                                                                                                 | 2:21.77  | CHN Shi Jinglin | 2:21.93  |
| 50 m borboleta detalhes  | SWE Sarah Sjöström                                                                                                  | 24.60    | NED Ranomi Kromowidjojo                                                                                           | 25.38    | EGY Farida Osman | 25.39    |
| 100 m borboleta detalhes | SWE Sarah Sjöström                                                                                                  | 55.53    | AUS Emma McKeon                                                                                                   | 56.18    | USA Kelsi Worrell | 56.37    |
| 200 m borboleta detalhes | ESP Mireia Belmonte                                                                                                 | 2:05.26  | GER Franziska Hentke                                                                                              | 2:05.39  | HUN Katinka Hosszú | 2:06.02  |
| 200 m medley detalhes    | HUN Katinka Hosszú                                                                                                  | 2:07.00  | JPN Yui Ohashi | 2:07.91  | USA Madisyn Cox | 2:09.71  |
| 400 m medley detalhes    | HUN Katinka Hosszú                                                                                                  | 4:29.33  | ESP Mireia Belmonte                                                                                               | 4:32.17  | CAN Sydney Pickrem | 4:32.88  |
| 4x100 m livre detalhes   | USA Estados Unidos Missy Franklin (53.68) Margo Geer (54.14) Lia Neal (53.70) Simone Manuel (53.09)                 | 3:34.61  | AUS Austrália Emily Seebohm (53.92) Emma McKeon (53.57) Bronte Campbell (51.77) Cate Campbell (52.22)             | 3:31.48  | NED Países Baixos Ranomi Kromowidjojo (53.30) Maud van der Meer (54.50) Marrit Steenbergen (53.88) Femke Heemskerk (51.99) | 3:33.67  |
| 4x200 m livre detalhes   | USA Estados Unidos Missy Franklin (1:55.95) Leah Smith (1:56.86) Katie McLaughlin (1:56.92) Katie Ledecky (1:55.64) | 7:45.37  | CHN China Qiu Yuhan (1:56.88) Guo Junjun (1:57.55) Zhang Yufei (1:58.73) Shen Duo (1:55.94)                       | 7:49.10  | ITA Itália Alice Mizzau (1:57.50) Erica Musso (1:58.66) Chiara Masini Luccetti (1:57.52) Federica Pellegrini (1:54.73)     | 7:48.41  |
| 4x100 m medley detalhes  | USA Estados Unidos Kathleen Baker (58.54) Lilly King (1:04.48) Kelsi Worrell (56.30) Simone Manuel (52.23)          | 3:51.55  | RUS Rússia Anastasia Fesikova (58.96) Yuliya Yefimova (1:04.03) Svetlana Chimrova (56.99) Veronika Popova (53.40) | 3:53.38  | AUS Austrália Emily Seebohm (58.53) Taylor McKeown (1:06.29) Emma McKeon (56.78) Bronte Campbell (52.69)                   | 3:54.29  |

Misto (Masculino e Feminino)
| Evento                  | Ouro | Ouro    | Prata | Prata   | Bronze | Bronze  |
| 4x100 m livre detalhes  | USA Estados Unidos Caeleb Dressel (47.22) Nathan Adrian (47.49) Mallory Comerford (52.71) Simone Manuel (52.18) | 3:19.60 | NED Países Baixos Ben Schwietert (49.12) Kyle Stolk (47.80) Femke Heemskerk (52.33) Ranomi Kromowidjojo (52.56) | 3:21.81 | CAN Canadá Yuri Kisil (48.51) Javier Acevedo (48.68) Chantal Van Landeghem (53.25) Penny Oleksiak (53.11)                                                                            | 3:23.55 |
| 4x100 m medley detalhes | USA Estados Unidos} Matt Grevers (52.32) Lilly King (1:04.15) Caeleb Dressel (49.92) Simone Manuel (52.17)      | 3:38.56 | AUS Austrália Mitch Larkin (53.11) Daniel Cave (59.29) Emma McKeon (56.51) Bronte Campbell (52.30)              | 3:41.21 | CAN Canadá Kylie Masse (58.22) Richard Funk (59.14) Penny Oleksiak (56.18) Yuri Kisil (47.71) \|CHN China Xu Jiayu (52.37) Yan Zibei (58.98) Zhang Yufei (56.98) Zhu Menghui (52.92) | 3:41.25 |

## Recordes
Os seguintes recordes foram registrados durante a competição.

### Recorde mundial
| Data        | Evento                  | Prova        | Tempo   | Nadador                                                                                      | Nacionalidade  |
| ----------- | ----------------------- | ------------ | ------- | -------------------------------------------------------------------------------------------- | -------------- |
| 23 de julho | 4x100 m livre feminino  | Final        | 51.71   | Sarah Sjöström                                                                               | Suécia         |
| 25 de julho | 50 m peito masculino    | Eliminatória | 26.10   | Adam Peaty                                                                                   | Grã-Bretanha   |
| 25 de julho | 50 m peito masculino    | Semifinal    | 25.95   | Adam Peaty                                                                                   | Grã-Bretanha   |
| 25 de julho | 100 m costas feminino   | Final        | 58.10   | Kylie Masse                                                                                  | Canadá         |
| 25 de julho | 100 m peito feminino    | Final        | 1:04.13 | Lilly King                                                                                   | Estados Unidos |
| 26 de julho | 4x100 m medley misto    | Eliminatória | 3:40.28 | Ryan Murphy (52.34) Kevin Cordes (58.95) Kelsi Worrell (56.17) Mallory Comerford (52.82)     | Estados Unidos |
| 26 de julho | 4x100 m medley misto    | Final        | 3:38.56 | Matt Grevers (52.32) Lilly King (1:04.15) Caeleb Dressel (49.92) Simone Manuel (52.17)       | Estados Unidos |
| 29 de julho | 50 m livre feminino     | Semifinal    | 23.67   | Sarah Sjöström                                                                               | Suécia         |
| 29 de julho | 4x100 m livre misto     | Final        | 3:19.60 | Caeleb Dressel (47.22) Nathan Adrian (47.49) Mallory Comerford (52.71) Simone Manuel (52.18) | Estados Unidos |
| 30 de julho | 50 m peito feminino     | Final        | 29.40   | Lilly King                                                                                   | Estados Unidos |
| 30 de julho | 4x100 m medley feminino | Final        | 3:51.55 | Kathleen Baker (58.54) Lilly King (1:04.48) Kelsi Worrell (56.30) Simone Manuel (52.23)      | Estados Unidos |

### Recorde do campeonato
| Data        | Evento                   | Prova     | Tempo   | Nadador        | Nacionalidade  |
| ----------- | ------------------------ | --------- | ------- | -------------- | -------------- |
| 23 de julho | 400 m livre feminino     | Final     | 3:59.06 | Katie Ledecky  | Estados Unidos |
| 23 de julho | 100 m peito masculino    | Semifinal | 57.75   | Adam Peaty     | Grã-Bretanha   |
| 23 de julho | 400 m livre feminino     | Final     | 3:58.34 | Katie Ledecky  | Estados Unidos |
| 24 de julho | 100 m peito masculino    | Final     | 57.47   | Adam Peaty     | Grã-Bretanha   |
| 24 de julho | 100 m borboleta feminino | Final     | 55.53   | Sarah Sjöström | Suécia         |
| 27 de julho | 200 m peito masculino    | Semifinal | 2:07.14 | Anton Chupkov  | Rússia         |
| 28 de julho | 200 m peito masculino    | Final     | 2:06.96 | Anton Chupkov  | Rússia         |
| 29 de julho | 50 m borboleta feminino  | Final     | 24.60   | Sarah Sjöström | Suécia         |
| 30 de julho | 400 m medley masculino   | Final     | 4:05.90 | Chase Kalisz   | Estados Unidos |
| 30 de julho | 400 m medley feminino    | Final     | 4:29.33 | Katinka Hosszú | Hungria        |

## Quadro de medalhas
*   Nação anfitriã
| Ordem | País           | Medalha de ouro | Medalha de prata | Medalha de bronze | Total |
| ----- | -------------- | --------------- | ---------------- | ----------------- | ----- |
| 1     | Estados Unidos | 18              | 10               | 10                | 38    |
| 2     | Reino Unido    | 4               | 1                | 2                 | 7     |
| 3     | China          | 3               | 3                | 4                 | 10    |
| 3     | Rússia         | 3               | 3                | 4                 | 10    |
| 5     | Suécia         | 3               | 1                | 0                 | 4     |
| 6     | Itália         | 3               | 0                | 3                 | 6     |
| 7     | Hungria*       | 2               | 4                | 2                 | 8     |
| 8     | Austrália      | 1               | 5                | 4                 | 10    |
| 9     | Brasil         | 1               | 4                | 0                 | 5     |
| 10    | Espanha        | 1               | 2                | 0                 | 3     |
| 11    | Canadá         | 1               | 0                | 3                 | 4     |
| 12    | França         | 1               | 0                | 1                 | 2     |
| 12    | África do Sul  | 1               | 0                | 1                 | 2     |
| 14    | Japão          | 0               | 4                | 3                 | 7     |
| 15    | Países Baixos  | 0               | 3                | 1                 | 4     |
| 16    | Ucrânia        | 0               | 1                | 1                 | 2     |
| 17    | Alemanha       | 0               | 1                | 0                 | 1     |
| 17    | Polónia        | 0               | 1                | 0                 | 1     |
| 19    | Bielorrússia   | 0               | 0                | 1                 | 1     |
| 19    | Dinamarca      | 0               | 0                | 1                 | 1     |
| 19    | Egito          | 0               | 0                | 1                 | 1     |
| 19    | Singapura      | 0               | 0                | 1                 | 1     |
| Total | Total          | 42              | 43               | 43                | 128   |

Legenda
| Recorde mundial       | Recorde mundial (World record)               |                       | Recorde africano                      | Recorde africano (African) |                                           | Q | Classificado por posição (Qualified) |
| Recorde do campeonato | Recorde do campeonato (Championship record)  | Recorde da América    | Recorde da América (Americas)         | q                          | Classificado por melhor tempo (Qualified) |   |                                      |
| Melhor marca do ano   | Melhor marca do ano (World leading)          | Recorde asiático      | Recorde asiático (Asian)              | DNS                        | Não largou (Did not start)                |   |                                      |
| Recorde nacional      | Recorde nacional (National record)           | Recorde europeu       | Recorde europeu (European)            | DNF                        | Não terminou (Did not finish)             |   |                                      |
| Recorde pessoal       | Recorde pessoal do atleta (Personal best)    | Recorde da Oceania    | Recorde da Oceania (Oceania)          | DSQ / DQ                   | Desclassificado (Disqualified)            |   |                                      |
| Recorde da temporada  | Recorde da temporada do atleta (Season best) | Recorde sul-americano | Recorde sul-americano (South America) | NM                         | Sem marca (No mark)                       |   |                                      |